# Javier Garrido
Javier Garrido Behobide (Irun, 15 marzo 1985) è un ex calciatore spagnolo, di ruolo difensore.

## Caratteristiche tecniche
Giocatore mancino che gioca sulla fascia sinistra prevalentemente come terzino sinistro, anche se può essere impiegato come centrocampista di fascia.

## Carriera

### Club

#### Primi anni
Javier Garrido firma il suo primo contratto per la Real Sociedad, quando era ancora bambino, e continuò la sua formazione a livello giovanile nel club iberico. Tra il 2002 e il 2004 è stato uno dei giocatori della Real Sociedad B, dove ha giocato 50 partite in Segunda División B.
Ha fatto il suo debutto con la prima squadra in un incontro di Copa del Rey contro il Real Oviedo. Nel 2004 entra a far parte della rosa di prima squadra nella stagione 2004-2005 in sostituzione di Agustín Aranzábal, che aveva lasciato il club nella finestra estiva del calciomercato. Ha debuttato nella Primera División il 29 agosto 2004 durante il match giocato contro il Levante. Nelle sue tre stagioni con la casacca della Real Sociedad ha totalizzato 86 partite e messo a segno una rete. Ha lasciato la formazione basca a causa di problemi economici della stessa, dopo che il club è retrocesso in Segunda División al termine della stagione 2006-2007.

#### Manchester City

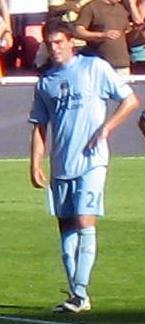
Garrido con la maglia del Manchester City nel 2007.

Il 2 agosto 2007, Garrido viene ingaggiato per 1,5 milioni di sterline (2,2 milioni di euro) dagli inglesi del Manchester City, con i quali firma un contratto di quattro anni. Ha fatto il suo debutto l'11 agosto contro il West Ham. Titolare all'inizio, è stato sostituito da Michael Ball poco prima di fine anno. La formazione allora guidata da Sven-Göran Eriksson si classificò al nono posto in campionato, qualificandosi così in Coppa UEFA.
Ha segnato il suo primo gol per i Citizens calciando una punizione contro il Liverpool. Nella sua seconda stagione a Manchester ha giocato 13 partite in campionato, 14 in meno rispetto all'annata precedente. Durante la sua terza stagione in Inghilterra, Garrido trovò sempre più difficilmente un posto tra i titolari. Quando il tecnico italiano Roberto Mancini sostituisce il gallese Mark Hughes sulla panchina degli Sky Blues, Garrido ottiene la sua prima apparizione in campionato della stagione 2009-2010 contro lo Stoke City, nel giorno di Santo Stefano. Pochi giorni dopo va in gol per la seconda volta da quando è al City, sempre con un calcio di punizione.

#### Lazio
Il 30 luglio 2010 viene ufficializzato il suo trasferimento alla squadra italiana della Lazio nell'ambito dell'operazione che porta Kolarov in Inghilterra; con la squadra della Capitale l'esterno basco ha sottoscritto un contratto quinquennale.
In campionato, fino alla pausa invernale, l'allenatore Edoardo Reja non gli dà spazio anche a causa dei ripetuti infortuni. Nel girone di andata ha al suo attivo solo una presenza in campionato e due in Coppa Italia, competizione nella quale, il 25 novembre 2010, ha realizzato una rete su calcio di punizione, nel quarto turno contro l'AlbinoLeffe.
Gioca la sua prima partita da titolare nel match vinto dalla Lazio contro il Cesena.

#### Norwich City
Il 16 agosto 2012 viene ufficializzato il trasferimento in prestito con diritto di riscatto del difensore basco alla squadra inglese del Norwich City. Il 14 maggio 2013 il Norwich City ufficializza il riscatto del giocatore, che dalla stagione successiva sarà a tutti gli effetti un giocatore del club inglese con la quale l'esterno basco ha sottoscritto un contratto di due anni più opzione sul terzo. Dopo aver conquistato insieme al Norwich City la permanenza nel massimo campionato inglese, i canarini decidono di riscattare il difensore spagnolo per una cifra vicino ad 1,5 milioni di euro. A luglio 2015 non gli viene rinnovato il contratto che lo legava al Norwich City; lascia il club inglese dopo 53 presenze.

#### Las Palmas
Il 7 agosto 2015 decide di tornare in Spagna, dopo 8 anni dall'ultima stagione con il Real Sociedad, per vestire la maglia del club neopromosso del Las Palmas. L'esordio arriva il 18 ottobre successivo in occasione della trasferta persa, per 4-0, contro il Getafe. Conclude la stagione con un bottino di 22 presenze.

#### AEK Larnaca
Il 12 agosto 2016, dopo essersi svincolato dalla squadra spagnola, firma un contratto biennale con l'AEK Larnaca.
Dopo due anni al Real Unión, si ritira il primo luglio 2020.

### Nazionale
Con la nazionale Under 19 spagnola nel 2004 ha vinto il Campionato europeo Under-19 e ha disputato anche il Campionato mondiale di calcio Under-20 2005.
In carriera ha giocato anche 5 partite con la Selezione di calcio dei Paesi Baschi.

## Statistiche

### Presenze e reti nei club
Statistiche aggiornate al 20 maggio 2017.
| Stagione               | Squadra                | Campionato             | Campionato | Campionato | Coppe nazionali | Coppe nazionali | Coppe nazionali | Coppe continentali | Coppe continentali | Coppe continentali | Altre coppe | Altre coppe | Altre coppe | Totale | Totale |
| Stagione               | Squadra                | Comp                   | Pres       | Reti       | Comp            | Pres            | Reti            | Comp               | Pres               | Reti               | Comp        | Pres        | Reti        | Pres   | Reti   |
| ---------------------- | ---------------------- | ---------------------- | ---------- | ---------- | --------------- | --------------- | --------------- | ------------------ | ------------------ | ------------------ | ----------- | ----------- | ----------- | ------ | ------ |
| 2001-2002              | Real Sociedad B        | SDB                    | ?          | ?          | -               | -               | -               | -                  | -                  | -                  | -           | -           | -           | ?      | ?      |
| 2002-2003              | Real Sociedad B        | TD                     | ?          | ?          | -               | -               | -               | -                  | -                  | -                  | -           | -           | -           | ?      | ?      |
| 2003-2004              | Real Sociedad B        | SDB                    | ?          | ?          | -               | -               | -               | -                  | -                  | -                  | -           | -           | -           | ?      | ?      |
| Totale Real Sociedad B | Totale Real Sociedad B | Totale Real Sociedad B | 44         | 1          |                 | -               | -               |                    | -                  | -                  |             | -           | -           | 44     | 1      |
| 2004-2005              | Real Sociedad          | PD                     | 28         | 0          | CR              | 0               | 0               | -                  | -                  | -                  | -           | -           | -           | 28     | 0      |
| 2005-2006              | Real Sociedad          | PD                     | 33         | 0          | CR              | 0               | 0               | -                  | -                  | -                  | -           | -           | -           | 33     | 0      |
| 2006-2007              | Real Sociedad          | PD                     | 25         | 1          | CR              | 0               | 0               | -                  | -                  | -                  | -           | -           | -           | 25     | 1      |
| Totale Real Sociedad   | Totale Real Sociedad   | Totale Real Sociedad   | 86         | 1          |                 | -               | -               |                    | -                  | -                  |             | -           | -           | 86     | 1      |
| 2007-2008              | Manchester City        | PL                     | 27         | 0          | FACup+CdL       | 0+2             | 0+0             | -                  | -                  | -                  | -           | -           | -           | 29     | 0      |
| 2008-2009              | Manchester City        | PL                     | 13         | 1          | FACup+CdL       | 0+0             | 0+0             | CU                 | 8                  | 0                  | -           | -           | -           | 23     | 1      |
| 2009-2010              | Manchester City        | PL                     | 9          | 1          | FACup+CdL       | 1+2             | 0+0             | -                  | -                  | -                  | -           | -           | -           | 12     | 1      |
| Totale Manchester City | Totale Manchester City | Totale Manchester City | 49         | 2          |                 | 5               | 0               |                    | 8                  | 0                  |             | -           | -           | 62     | 2      |
| 2010-2011              | Lazio                  | A                      | 10         | 0          | CI              | 2               | 1               | -                  | -                  | -                  | -           | -           | -           | 12     | 1      |
| 2011-2012              | Lazio                  | A                      | 11         | 0          | CI              | 0               | 0               | UEL                | 0                  | 0                  | -           | -           | -           | 11     | 0      |
| Totale Lazio           | Totale Lazio           | Totale Lazio           | 21         | 0          |                 | 2               | 1               |                    | -                  | -                  |             | -           | -           | 23     | 1      |
| 2012-2013              | Norwich City           | PL                     | 34         | 0          | FACup+CdL       | 1+0             | 0+0             | -                  | -                  | -                  | -           | -           | -           | 35     | 0      |
| 2013-2014              | Norwich City           | PL                     | 6          | 0          | FACup+CdL       | 2+2             | 0+0             | -                  | -                  | -                  | -           | -           | -           | 10     | 0      |
| 2014-2015              | Norwich City           | FLC                    | 7          | 0          | FACup+CdL       | 0+1             | 0+0             | -                  | -                  | -                  | -           | -           | -           | 8      | 0      |
| Totale Norwich City    | Totale Norwich City    | Totale Norwich City    | 47         | 0          |                 | 6               | 0               |                    | -                  | -                  |             | -           | -           | 53     | 0      |
| 2015-2016              | Las Palmas             | PD                     | 18         | 0          | CR              | 5               | 0               | -                  | -                  | -                  | -           | -           | -           | 22     | 0      |
| 2016-2017              | AEK Larnaca            | A                      | 22         | 1          | CC              | 3               | 0               | UEL                | 0                  | 0                  | -           | -           | -           | 25     | 1      |
| Totale carriera        | Totale carriera        | Totale carriera        | 287        | 5          |                 | 21              | 1               |                    | 8                  | 0                  |             | -           | -           | 316    | 6      |

## Palmarès

### Nazionale
- Campionato d'Europa Under-19: 1

Svizzera 2004